# Weißstirn-Kapuzineraffe
Der Weißstirn-Kapuzineraffe (Cebus albifrons) ist eine Primatenart aus der Gattung der Kapuzineraffen. Er ähnelt dem nahe verwandten Weißschulterkapuziner, bleibt aber etwas kleiner.

## Merkmale
Weißstirn-Kapuzineraffen erreichen eine Kopf-Rumpf-Länge von etwa 34 bis 37,5 Zentimeter, der Schwanz erreicht eine Länge 41 bis 46 Zentimeter. Das Gewicht variiert zwischen 2,1 und 2,6 Kilogramm, wobei die Männchen deutlich schwerer werden. Der Körperbau dieser Primaten ist schlank, die Gliedmaßen sind lang und dünn. Ihr Fell ist am Rücken hell graubraun gefärbt, der Bauch ist heller, die Gliedmaßen dunkler, Hände und Füße gelbbraun. Das fleischfarbene Gesicht wird von einem Kranz cremefarbener Haare umgeben, auf der Oberseite des Kopfes befindet sich eine schwarze Kappe. Die Oberseite des Schwanzes ist aschgrau, die Unterseite weißlich, zur Spitze wird er braunschwarz.

## Verbreitung und Lebensraum
Weißstirn-Kapuzineraffen sind im nordwestlichen Südamerika beheimatet. Ihr Verbreitungsgebiet beginnt im Norden in der südvenezuelanischen Region Amazonas und wird im Süden vom Río Putumayo und vom Amazonas begrenzt. Im Osten kommen sie bis zur Mündung des Río Putumayo in den Amazonas, im Westen bis zu den Quellgebieten von Río Cauca und Río Putumayo im südwestlichen Kolumbien vor. Ihr Lebensraum sind verschiedene Waldformen, primäre und sekundäre Regenwälder, Galeriewälder, Várzeawälder und Hartlaubwälder mit kleinblättrigen Bäumen. In den nördlichen Anden kommen bis in 2000 Meter Seehöhe vor.

## Lebensweise
Weißstirn-Kapuzineraffen sind tagaktiv und halten sich meist in den Bäumen auf, zur Nahrungssuche kommen sie aber auch auf den Boden. Sie bewegen sich auf allen vieren fort. Sie leben in Gruppen von 15 bis 35 Tieren, die aus mehreren Männchen, Weibchen und den gemeinsamen Jungtieren bestehen. Beide Geschlechter entwickeln eine Rangordnung, die unter anderem in der gegenseitigen Fellpflege und bei der Fortpflanzung zum Tragen kommt. Beliebte Schlafbäume sind die Attalea maripa-Palmen, deren Kronen 25 bis 30 Meter über den Erdboden ragen.

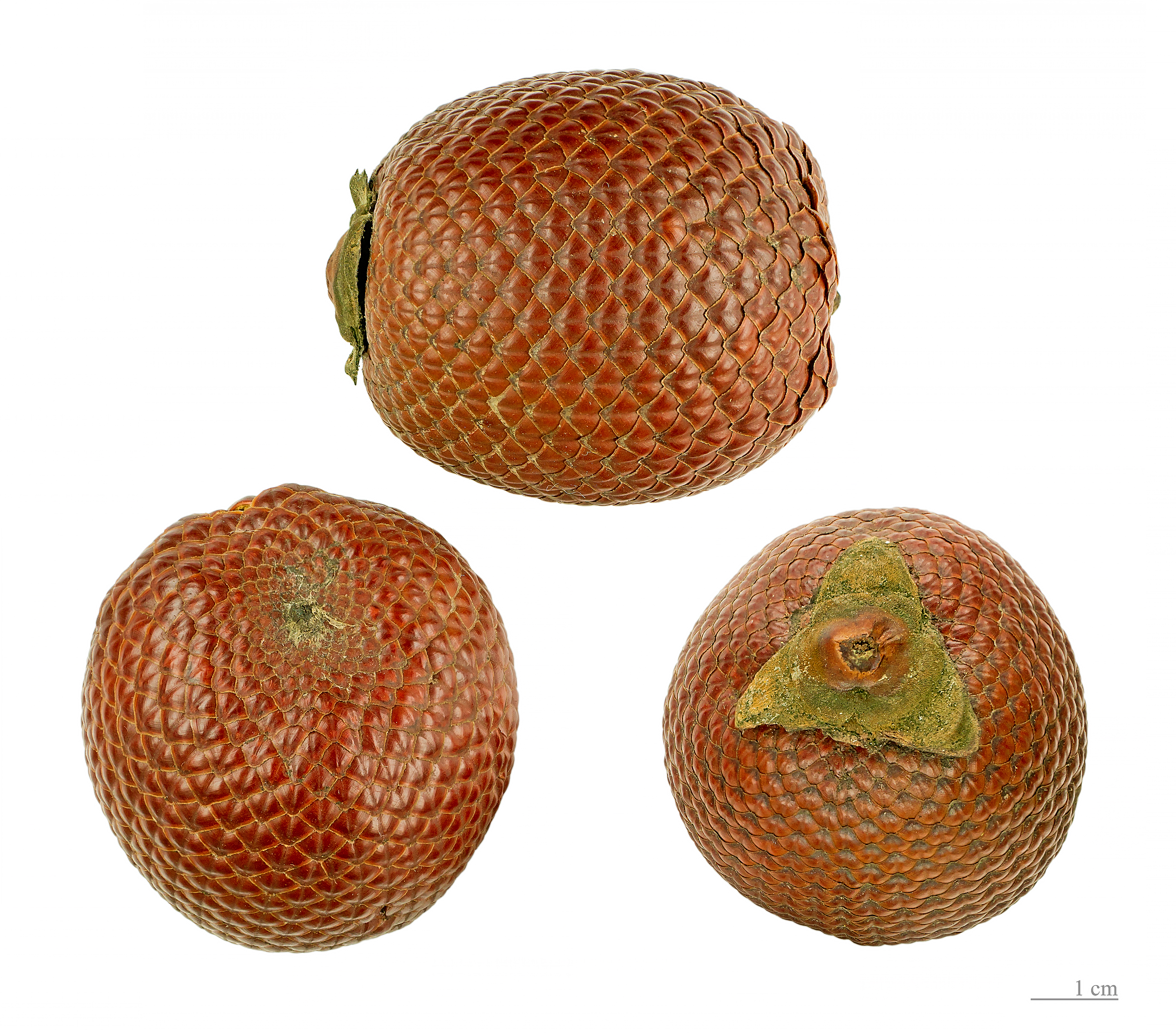
Die Früchte der Buriti-Palmen werden von Weißstirn-Kapuzineraffen gerne gefressen

Weißstirn-Kapuzineraffen haben ein polygames Fortpflanzungsverhalten, das dominante Männchen zeugt die meisten Jungtiere. Nach einer 162- bis 180-tägigen Tragzeit bringt das Weibchen in der Regel ein einzelnes Jungtier zur Welt. Die Männchen beteiligen sich an der Betreuung der Jungen und tragen oft Jungtiere die noch nicht klettern können. Weißstirn-Kapuzineraffen können bis zu 44 Jahre alt werden. Zu den Fressfeinden des Weißstirn-Kapuzineraffen gehören die Harpyie, der Prachtadler (Spizaetus ornatus), der Elsteradler (Spizastur melanoleucus) und die Tayra.

## Ernährung

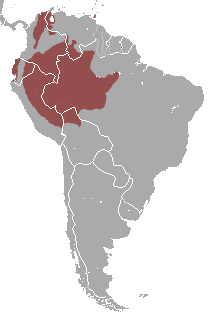
Verbreitungsgebiet des Weißstirn-Kapuzineraffen und der von dieser Art als eigenständige Arten abgetrennten Unterarten.

Im kolumbianischen Naturpark El Tuparro wurde die Ernährung des Weißstirn-Kapuzineraffen genauer untersucht. Etwa 80 % der mit der Nahrungssuche verbrachten Zeit sind die Affen auf der Suche und mit dem Fressen von Früchten, Nüssen, Samen, Blättern, Blüten und Sprösslingen beschäftigt, in den restlichen 20 % der Zeit werden tierische Nahrung (Insekten, Spinnen und andere Wirbellose, Baumfrösche und kleine Echsen) und der Honig von Stachellosen Bienen verspeist. Wichtig sind die Früchte der Buriti-Palme, von Palmen der Gattung Bactris und von Attalea maripa, Oenocarpus bataua und Syagrus orinocensis, sowie Feigen und die Früchte von Passionsblumen, Oxandra glabra (Annonengewächse), Goupia glabra, Dipteryx und Inga (Hülsenfrüchtler).
Weißstirn-Kapuzineraffen kommen oft auf den Boden um heruntergefallene Früchte oder die der nicht epiphytischen Bromelien Ananas und Bromelia zu fressen oder um Insekten im Falllaub zu suchen. Dabei entstehen mit der Zeit Pfade, die sie immer wieder nutzen. Ihren Durst stillen sie mit Wasser aus Baumlöchern, aus den Blattgründen von Strelitzien und aus den Pfützen auf dem Erdboden.

## Systematik
Der Weißstirn-Kapuzineraffe wurde 1812 durch den deutschen Naturforscher Alexander von Humboldt als Simia albifrons erstmals beschrieben. Die Typusexemplare stammen von den Stromschnellen des Orinoko. Er wird heute innerhalb der Kapuzineraffen in die Gattung der Ungehaubten Kapuziner (Cebus) gestellt. Es wurden eine Reihe von Unterarten beschrieben, die im Handbook of the Mammals of the World den Status eigenständiger Arten erhielten.
Siehe: Ekuador-Kapuzineraffe (Cebus aequatorialis), Peru-Kapuzineraffe (Cebus cuscinus), Spix-Kapuzineraffe (Cebus unicolor) und Kolumbien-Kapuzineraffe (Cebus versicolor).
Bei den als Unterart Cebus albifrons trinitatis ursprünglich dem Weißstirnkapuziner zugeordneten Affen auf der Insel Trinidad handelt es sich um eine Population des Venezuela-Kapuzineraffen (Cebus brunneus), die möglicherweise vom Menschen eingeführt wurde. Im Quellgebiet des Río Cauca im südlichen Kolumbien hybridisiert der Weißstirn-Kapuzineraffe mit dem Weißschulterkapuziner (Cebus capucinus).

## Gefährdung
Die Bejagung wegen ihres Fleisches und die Zerstörung ihres Lebensraumes stellen die Hauptbedrohungen der Weißstirn-Kapuzineraffen dar. Diese Faktoren dezimieren zwar die Gesamtpopulation, aber noch nicht in einem besorgniserregenden Ausmaß. Die IUCN listet die Art als „nicht gefährdet“ (least concern).